# Сграда на Полтавското губернско земство
Сградата на Полтавското губернско земство е исторически и архитектурен паметник в Полтава, Украйна. Сградата е построена в периода 1903 – 1908 г. по проект на архитект Васил Кричевски, по оригинален дизайн на Е. Ширшов и М. Николаев.
Сградата на Полтавското губернско земство е първият образец на украинския архитектурен модернизъм в Полтавска област. Към днешна дата в нея се помещава Полтавския краеведски музей.

## История
В края на 1902 и началото на 1903 г., след поредица от срещи, свързани с развитието на народните занаяти в Полтавска област, на които присъстват художниците Серхий Василкивски, Опанас Сластион, архитектът художник Васил Кричевски и други, се ражда идеята за развитие на украински народен стил в изкуството и архитектурата. На срещите са изказани критики спрямо съществуващите проекти за сграда на местното земство. Проектът първоначално е преработен от киевския архитект академик В. М. Николаев.
Основите на сградата са положени през пролетта на 1903 г., но по-късно същата година (на 6 юни и на 23 юни) се провеждат конкурси за одобряване на окончателния дизайн на сградата. Поради вече започналите работи, главният архитект Васил Кричевски прави радикална преработка на работните чертежи.
През първите 12 години от съществуването си сградата функционира като административна и музейна сграда. През 1920 г. собствеността е предадена на Централния пролетарски музей на Полтавска област. През 1943 г., по време на Втората световна война, музеят е опожарен от нациската армия при отстъплението ѝ от Полтава. През 50-те години на XX век сградата е реставрирана по проект на архитектите П. Костирка, В. Крачмер, Н. Квитка и други. При реставрацията са запазени повечето оригинални архитектурни форми, но цветът на покрива и декорацията и цветът на главната зала са променени. Към днешна дата в нея се помещава Полтавския краеведски музей.
Сградата е в процес на реконструкция от 2021 година.

## Архитектура
Сградата има симетричен Ш-образен план. В средната ѝ част има фоайе, централна зала с широко стълбище и голяма заседателна зала. В другите части на сградата се помещават служебните помещения на земския съвет, разположени на два етажа и свързани помежду си с широки коридори. На третия етаж, от страната на вътрешния двор, се разполагат музейни помещения, а в едно от крилата в миналото са наместени хотелски стаи. Сутеренният етаж е запазен за сервизни помещения и архив. Гледана откъм главната фасада, сградата се състои от два етажа и половина, докато от гледна точка на вътрешния двор етажите са три и половина. Тази архитектурна структура е подчертана от две високи кули, покрити с шатрови покриви.

## Галерия
- Фасада на сградата, началото на XX век
- Странична веранда, началото на XX век
- Главната зала, началото на XX век
- Фоайе на първия етаж, началото на XX век
- Фоайе на втория етаж, началото на XX век
- Главното стълбище, гледано откъм втория етаж, началото на XX век
- Настояща фасада на централната част на сградата
- Елемент от екстериора на сградата
- Съвременен изглед към главното стълбище, гледано откъм втория етаж
- Елемент от интериора на главната зала
- Вратата на главния вход на сградата